# Little White House
Little White House (Lille Hvide Hus) var Franklin Delano Roosevelts refugium ved Warm Springs i Georgia i USA. Oprindelig tog Roosevelt til Warm Springs for at behandle sin poliosygdom. Han blev så glad for området, at mens han var guvernør i New York, fik opført huset i Warm Springs tæt ved Pine Mountain. Huset stod færdigt i 1932.
Præsident Roosevelt døde i sit Little White House den 12. april 1945. I 1948 åbnede huset for offentligheden. En af de store attraktioner på museet er kunstmaleren Elizabeth Shoumatoffs portræt af Roosevelt, som hun var i færd med at male da han døde. Maleriet er nu kendt som Unfinished portrait. Det hænger tæt på et færdigt portræt, som Shoumatoff senere malede baseret på tegninger og sin hukommelse.

## Ekstern henvisning
- Little White House Historic Site Arkiveret 15. juli 2005 hos  Wayback Machine

32°52′51″N 84°41′6.5″V / 32.88083°N 84.685139°V